# 三宅藤九郎 (10世)
十世三宅藤九郎（みやけ とうくろう、1972年（昭和47年）12月28日 - ）は、能楽狂言方和泉流を名乗る女性狂言師。本名：三宅祥子、旧名：山脇祥子。東京都出身。十九世和泉流宗家・和泉元秀の次女。青山学院初等科～大学卒、株式会社和泉宗家取締役。三宅と名乗っているが実際は山脇家で暮らし独身。
和泉流宗家に次女として生まれ、3歳での初舞台、15歳での三宅藤九郎名跡継承。

## 人物
祖父・九世三宅藤九郎の死去後、その名跡を17歳で襲名、物議を醸した（和泉家側は九世が指名したと主張）。この名跡は叔父・三宅右近（九世三宅藤九郎の次男）に譲られると目されていたが、元彌の父であり右近の実兄でもある和泉元秀と確執があったとされる。なお三宅藤九郎の名は、祥子が商標登録しているが、九世死去の3年前に出願されていた。
- 1987年5月 - 祖父・九世三宅藤九郎の指名により十世三宅藤九郎名跡継承。[2]
- 1987年12月24日 - 山脇祥子「和泉流三宅藤九郎」「狂言師三宅藤九郎」を商標登録出願
- 1988年4月27日 - 養女として三宅家へ、三宅祥子に改名
- 1990年1月1日 - 九世三宅藤九郎が三宅庄市を襲名
- 1990年11月 - 三宅祥子が十世三宅藤九郎を襲名　襲名披露公演
- 1990年12月19日 - 祖父・三宅庄市（九世三宅藤九郎）死去（享年89）

1995年、父・元秀没後は、ほとんど能楽界と隔絶した場で、姉・和泉淳子、弟・和泉元彌の3人で活動していたが、和泉元彌の能楽協会退会後は他の能楽師との共演はなくなった。自身と姉は引き続き能楽協会に在籍しているが、元彌の退会時の経緯から正規の公演への出演はは難しくなり、間狂言を演じることはない。
テレビ出演する際は姉・淳子とセットであることが多い。

## 家族
- 曾祖父：野村万造（五世）
- 祖父：三宅藤九郎（九世）
- 叔父：三宅右近
- 父：和泉元秀
- 母：和泉節子
- 姉：和泉淳子
- 弟：和泉元彌